# Абрамівська сільська рада (Машівський район)
Абрамівська сільська рада — колишній орган місцевого самоврядування у Машівському районі Полтавської області з центром у c. Абрамівка.

## Населені пункти
Сільраді були підпорядковані населені пункти:
- c. Абрамівка
- с. Нова Павлівка